# Neurophyseta sittenfelda
Neurophyseta sittenfelda là một loài bướm đêm trong họ Crambidae.